# Surgana
Surgana là một thị trấn thống kê (census town) của quận Nashik thuộc bang Maharashtra, Ấn Độ.

## Địa lý
Surgana có vị trí 20°34′B 73°37′Đ / 20,57°B 73,62°Đ Nó có độ cao trung bình là 533 mét (1748 feet).

## Nhân khẩu
Theo điều tra dân số năm 2001 của Ấn Độ, Surgana có dân số 6144 người. Phái nam chiếm 54% tổng số dân và phái nữ chiếm 46%. Surgana có tỷ lệ 70% biết đọc biết viết, cao hơn tỷ lệ trung bình toàn quốc là 59,5%: tỷ lệ cho phái nam là 75%, và tỷ lệ cho phái nữ là 64%. Tại Surgana, 13% dân số nhỏ hơn 6 tuổi.